# 잔인한 힘
잔인한 힘(Brute Force)은 미국에서 제작된 줄스 다신 감독의 1947년 범죄, 드라마, 느와르, 스릴러 영화이다. 버트 랭카스터 등이 주연으로 출연하였고 마크 헬링거 등이 제작에 참여하였다.

## 출연

### 주연
- 버트 랭카스터
- 험 크로닌

### 조연
- 찰스 빅포드
- 이본 드 카를로
- 앤 블라이스
- 엘라 레인스
- 애니타 콜비
- 샘 레빈
- 제프 코리
- 존 호이트
- 잭 오버맨
- 로만 보넨
- 랜셀롯
- 빈스 바넷
- 제이 C. 플리펜
- 리처드 게인스
- 프랭크 푸글리아
- 제임스 벨
- 하워드 더프
- 아트 스미스
- 윗 비셀
- 보비 바버
- 가이 비치
- 랠프 브룩스
- 폴 브라이어
- 하우랜드 챔버레인
- 에디 캔들러
- 에드먼드 코브
- 클로데트 콜베르
- 지노 카라도
- 버지니아 파머
- 엘 퍼거슨
- 알렉스 프레이저
- 척 해밀턴
- 존 하몬
- 허버트 헤이우드
- 엘 힐
- 렉스 리스
- 윌 리
- 케네스 맥도널드
- 프레드 맥머레이
- 프랭크 마로
- 프란시스 맥도널드
- 돈 맥길
- 래리 맥그레이스
- 찰스 맥그로우
- 하워드 M. 밋첼
- 에드먼드 오브라이언
- 윌리엄 H. 오브라이언
- 프랭크 오코너
- 제임스 오레어
- 케네스 패터슨
- 찰스 페리
- 월리 로즈
- 진 로스
- 톰 스틸
- 글렌 스트레인지
- 레이 틸
- 데일 반 식켈
- 피터 버고
- 빌리 웨인
- 크레인 휘틀리
- 해리 윌슨
- 버드 울프

## 제작진
- 협력프로듀서: 줄스 벅
- 세트: 러셀 A. 고스맨
- 의상: 로즈마리 오델